# Aéroport international Guaraní
L'aéroport international Guaraní, (code IATA : AGT • code OACI : SGES) dessert la ville de Ciudad del Este en Alto Parana au Paraguay. Il est le second aéroport le plus fréquenté en nombre de passagers au Paraguay, après l'aéroport international Silvio Pettirossi de Asuncion.

## Situation
| Asuncion Ciudad del Este Pedro Juan Caballero |

## Statistiques
Pour des raisons techniques, il est temporairement impossible d'afficher le graphique qui aurait dû être présenté ici.

Voir la requête brute et les sources sur Wikidata.

## Compagnies et destinations
| Compagnies | Destinations           |
| ---------- | ---------------------- |
| Paranair   | Asuncion-S.-Pettirossi |

Édité le 03/02/2020  Actualisé le 11/12/2023